# Endolimax nana
Endolimax nana es una ameba comensal exclusivo del intestino humano y de otros vertebrados, es decir, vive a expensas del hospedero, mas no le ocasiona daño. Aunque en la gran mayoría de las personas infectadas no causa enfermedad su patogenicidad para el hombre es un tema discutido,  ya que periódicamente se notifican casos clínicos de diarreas crónicas o enterocolitis o urticarias asociadas a su presencia.[cita requerida]  Su presencia es un buen marcador de contaminación oral-fecal por los alimentos, el agua o la higiene de las poblaciones en las que se detecte esta ameba. Endolimax nana, como el nombre de la especie pareciera sugerir, es una ameba enana, rara vez mide más de 10 μm. Las infecciones humanas se deben a la ingestión de quistes viables; la infección por esta ameba indica contaminación de alimentos y bebidas o mala higiene personal.  Es de distribución cosmopolita y, como Entamoeba coli prevalece en la mayor parte de las poblaciones, es más elevada en los climas cálidos, húmedos y en zonas en donde existe una higiene personal deficiente.

## Morfología
Tiene dos estados de desarrollo, uno el trofozoíto y el otro el quiste. Los quistes son las formas de reconocimiento más importantes. Tiene forma ovoide o redondeada de color caoba intenso cuando es coloreado con Lugol, mide de 5 a 10 μm a lo largo de su eje mayor. Lo más común es observar en el endoplasma 4 núcleos, sin cuerpos cromatoideos y glucógeno considerablemente difuso. Este microorganismo intestinal no es patógeno para el hombre aunque en ciertas circunstancias de inmunosupresión puede llegar a producir gastroenteritis. Al no conocerse ninguna patología de esta ameba en humanos inmunocompetentes no se le ha descrito ningún tratamiento hasta el momento.